# Тисифона
Тисифона (др.-греч. Τισιφόνη «мстительница за убийство») — в древнегреческой мифологии одна из эриний. Родилась от капель крови, хлынувших при оскоплении Урана. По описанию Вергилия, она сидит в Царстве Аида на железной башне.

## Другие Тисифоны
В трагедии Еврипида «Алкмеон в Коринфе» Тисифона — дочь Алкмеона, рожденная Манто. Вместе с братом была отдана отцом на воспитание коринфскому царю Креонту. Она выросла такой красивой, что жена Креонта, опасаясь, как бы её супруг не сделал Тисифону своей женой, продала её в рабство. Алкмеон купил Тисифону, не подозревая, что это — его дочь; лишь позднее, когда он явился в Коринф за своими детьми, он узнал истину (Apollod. III 7, 7).

## В литературе и искусстве
- Фигурирует как персонаж в опере Ж.-Ф.Рамо «Ипполит и Арисия» (1733).
- Появляется на маскараде как фурия в философской драме «Фауст» И. В. Гёте (1831).
- Персонаж фантастического романа Дэвида Вебера «Дорога ярости» (вселяется в душу космического коммандос).
- Персонаж романа «Загадка Сфинкса» А. В. Рябинина.

## В астрономии
- Её именем назван астероид (466) Тисифона.